# Трулиси
Трулиси — деревня в Волоколамском районе Московской области России, входит в состав сельского поселения Спасское. Население — 0 чел. (2010).

## География
Деревня Трулиси расположена на западе Московской области, в юго-западной части Волоколамского района, примерно в 20 км к юго-западу от города Волоколамска. Ближайшие населённые пункты — деревни Внуково и Чернево.

## Название
Смысл названия деревни неясен. В словаре М. Фасмера указано трул — «купол» из древнерусского труль, однако это слово никогда не встречалось ни в топонимии Подмосковья, ни в русской географической терминологии. В разные годы деревня фигурировала как Трулеси, Трули, Трулейси, но и эти варианты не облегчают понимание названия.

## Население
| 1852 | 1859 | 1899 | 1926 | 2002 | 2006 |
| ---- | ---- | ---- | ---- | ---- | ---- |
| 135  | ↗138 | ↗140 | ↗183 | ↘1   | →1   |
| 2010 |      |      |      |      |      |
| ↘0   |      |      |      |      |      |

## История
Трулиси, деревня 2-го стана, Государственных Имуществ, 67 душ мужского пола, 68 женского, 20 дворов, 118 верст от столицы, 44 от уездного города, на проселочной дороге.— Нистрем К. Указатель селений и жителей уездов Московской губернии, 1852 г.
В «Списке населённых мест» 1862 года Трулиси (Трули) — казённая деревня 2-го стана Можайского уезда Московской губернии по правую сторону Волоколамского тракта из города Можайска, в 40 верстах от уездного города, при колодцах, с 19 дворами и 138 жителями (62 мужчины, 76 женщин).
По данным на 1899 год — деревня Канаевской волости Можайского уезда с 140 душами населения.
В 1913 году — 30 дворов.
По материалам Всесоюзной переписи населения 1926 года — деревня М. Сытьковского сельсовета Осташёвской волости Волоколамского уезда в 12,8 км от Серединского шоссе и 29,87 км от станции Волоколамск Балтийской железной дороги, проживало 183 жителя (86 мужчин, 97 женщин), насчитывалось 36 крестьянских хозяйств.
1994—2006 гг. — деревня Кармановского сельского округа Волоколамского района.
С 2006 года — деревня сельского поселения Спасское Волоколамского муниципального района Московской области.

## Известные уроженцы
- Российский, Николай Алексеевич (1915—1960) — начальник цеха микрометров завода «Калибр». Лауреат Сталинской премии (1948).